# Biodôme de Montreal
El Biodôme de Montreal (en francés: Biodôme de Montréal) es un museo “vivo” situado en el antiguo Velódromo de Montreal. El edificio se construyó para los Juegos Olímpicos de Montreal 1976.
Una vez terminados los Juegos, el edificio sólo se utilizaba parcialmente. En efecto, muchos ciclistas de competición se entrenaban en otros sitios.

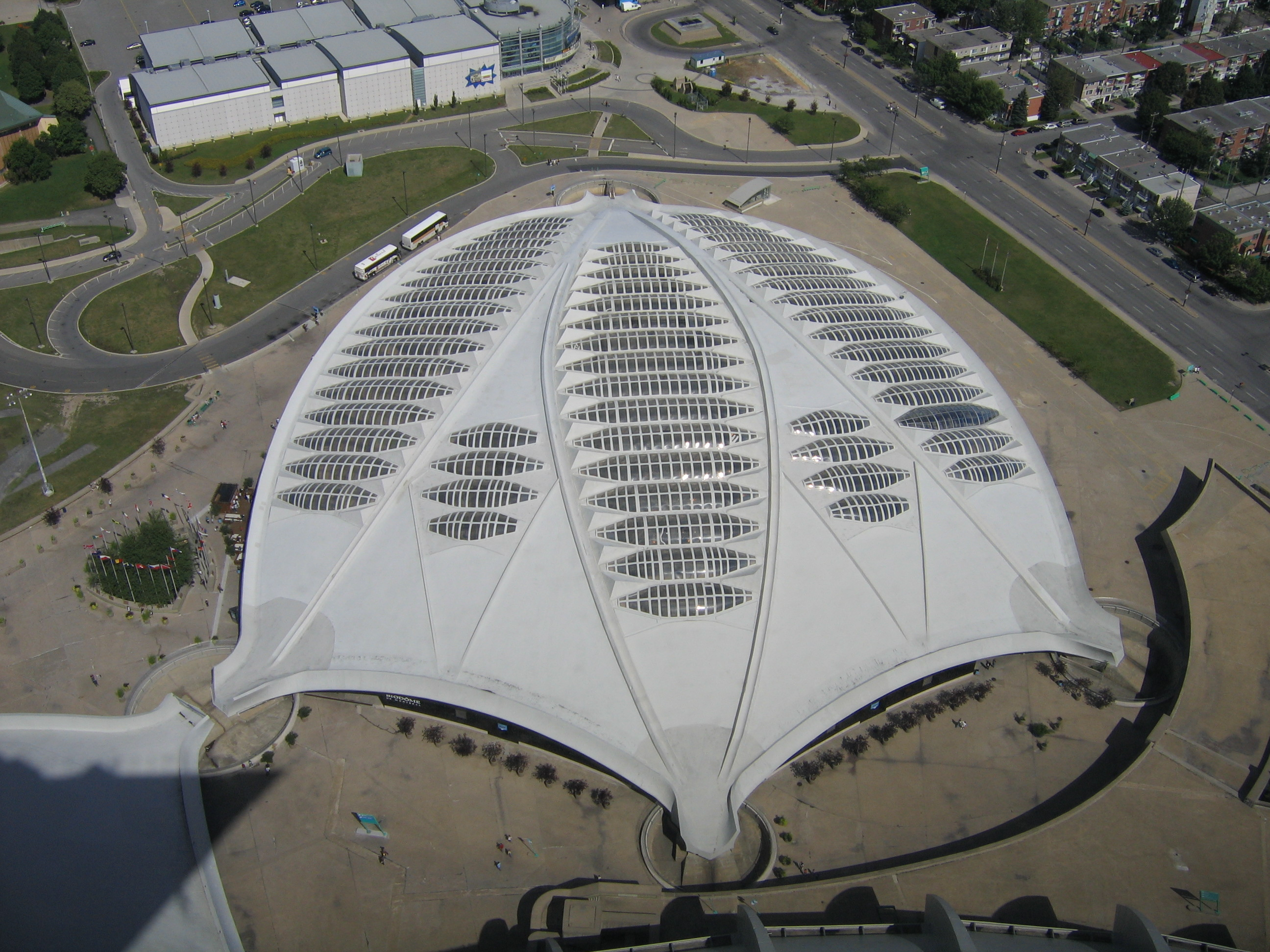
El Biodôme visto desde la torre del Estadio Olímpico

Pierre Bourque, entonces director del Jardín botánico de Montreal, tuvo la idea de transformar el antiguo velódromo en Biodôme, siendo inaugurado el 19 de junio de 1992. Así, cuatro ecosistemas americanos podrían cohabitar en un solo sitio:
- la selva amazónica;
- el bosque de San Lorenzo, es decir el bosque mixto quebequés;
- el golfo de San Lorenzo;
- el Polo Norte y el Polo Sur.

El Biodôme es una combinación de zoo, acuario y jardín botánico; en un espacio cerrado se han recreado hábitats naturales de los animales (vegetación, luminosidad, temperatura, humedad, estaciones...). Los animales tienen por ello interacciones “normales” con su medio ambiente.
Es uno de los cuatro Musées Nature de Montréal (Museos Naturaleza de Montreal), junto con el Jardín Botánico, el Planetario y el Insectario.